# Platycheirus rosarum
Platycheirus rosarum, ook wel bekend als het vlinderstrikje, is een vliegensoort uit de familie van de zweefvliegen (Syrphidae). De wetenschappelijke naam van de soort is voor het eerst geldig gepubliceerd in 1787 door Fabricius.